# 愛德華多·里德爾
愛德華多·科雷亞·里德爾（Eduardo Corrêa Riedel，1969年7月5日—）是巴西政治家和商人，隸屬於巴西社會民主黨，在2022年巴西大選中當選為南馬托格羅索州州長。 
1995年，他接管了家族在马拉卡茹的农村地产，积累了管理经验。此后，他一直担任管理相关职位。
2015年，里德尔辞去Famasul公司总裁一职（2012-2014年），接任雷纳尔多·阿赞布贾政府的南马托格罗索州政府和战略管理国务秘书处负责人。一直持续到2021年。
2022年，他参加了南马托格罗索州州长选举，巴尔博西尼亚竞选副州长。10月30日，他以808,210票（56.90%）當選州長。
1994年，他与Mônica Morais结婚，育有两个孩子：Marcela和Rafael。